# Volmerdingsen
Volmerdingsen est un quartier de la ville allemande de Bad Oeynhausen située dans le district de Minden-Lübbecke, en Westphalie orientale.